# Sainte-Honorine-du-Fay
Sainte-Honorine-du-Fay è un comune francese di 1 295 abitanti situato nel dipartimento del Calvados nella regione della Normandia.

## Società

### Evoluzione demografica
Abitanti censiti